# دریای هوشمندی

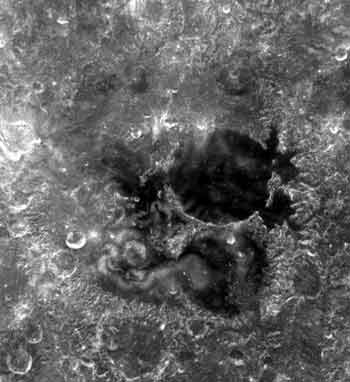
محل دریای هوشمندی بر سطح ماه.

دریای هوشمندی (به لاتین: Mare Ingenii) یکی از دریاوارهای کره ماه است.
در سمت پنهان ماه عوارض طبیعی چندانی به چشم نمی‌خورد و این دریاوار یکی از عوارض معدود طبیعی در آن سوی ماه است.
دریای هوشمندی در حوضه هوشمندی واقع شده و مواد این حوضه مربوطه به دور پیشا-شَهدی است. مواد خود دریاوار هوشمندی و دهانه‌های برخوردی پیرامونش مربوط به دور رگباری بالا هستند.
عارضه سیاه‌رنگ مدوری که در صحنه این دریاوار غلبه دارد دهانه برخوردی تامسون با ۱۱۲ کیلومتر قطر است. مواد این دهانه به سمت شرق سرریز داشته‌اند.
پوشش گدازه‌ای دریاوار هوشمندی به طور ناکامل و نازک است. بیشترین سیل گدازه در دهانه تامسون مشاهده می‌شود. دهانه به رنگ خاکستری روشن که در جنوب دریای هوشمندی دیده می‌شود آبروچف نام دارد.